# Camp d'Esports
O Camp d'Esports é um estádio multi-uso localizado em Lleida, Catalunha. Atualmente, recebe em sua grande maioria partidas de futebol e tem como mandante o Lleida Esportiu. O estádio possui a capacidade de 13 500 espectadores sentados, e as suas dimensões de gramado são de 102x68. O arquiteto responsável pelo projeto foi Adrian Florensa.
A construção do estádio teve início em 1918 e foi finalizada em 1919, tendo sido aberto oficialmente em 1 de janeiro de 1919. Sofreu grandes remodelações nos anos de 1993 a 1994.